# 6 Bootis
3 Bootis, som är stjärnans Flamsteed-beteckning, är en dubbelstjärna även känd som e Boötis (Bayer-beteckning), i den sydvästra delen av stjärnbilden Björnvaktaren. Den har en skenbar magnitud på ca 4,92 och är synlig för blotta ögat där ljusföroreningar ej förekommer. Baserat på parallaxmätning inom Hipparcosuppdraget på ca 7,2 mas, beräknas den befinna sig på ett avstånd på ca 401 ljusår (ca 123 parsek) från solen. Stjärnan rör sig närmare solen med en heliocentrisk radiell hastighet av ca –3,7 km/s.

## Egenskaper
Primärstjärnan 6 Bootis A är en orange till gul jättestjärna av spektralklass K3 III, för närvarande befinner sig i Hertzsprungklyftan. Den har en radie, som baserat på en uppmätt vinkeldiameter på 2,53 ± 0,12 mas, är ca 38 gånger större än solens och utsänder ca 330 gånger mera energi än solen från dess fotosfär vid en effektiv temperatur på ca 4 050 K.
6 Bootis är en enkelsidig spektroskopisk dubbelstjärna med en omloppsperiod på 2,58 år och en excentricitet på 0,4. Följeslagare är förmodligen en röd dvärg med liten massa av spektralklass M8 V.